# Ignacio Uriarte Ayala
Ignacio Uriarte Ayala, conegut com a Nacho Uriarte, (Madrid, 7 d'agost de 1980) és un polític espanyol, diputat al Congrés dels Diputats en la IX i X legislatures.

## Biografia
És diplomat en Treball Social per la Universitat Pontifícia de Comillas de Madrid i actualment estudia Sociologia a la mateixa universitat. Va estudiar en el col·legi Nuestra Señora del Recuerdo (jesuïtes) de Madrid.
Fou president de Nuevas Generaciones del Partit Popular de 2006 a 2011. Des de 2005 va ocupar el lloc de secretari nacional de Política Social i Benestar de Nuevas Generaciones i membre del Comitè Executiu Nacional del Partit Popular. Va ser escollit pel 76,78% dels compromisaris en el 12è Congrés Nacional de Nuevas Generaciones celebrat els dies 22, 23 i 24 de setembre de 2006 en Toledo. També ès patró de la Fundació vinculada al PP Humanismo y Democracia.
Va ser elegit diputat en el Congrés dels Diputats per València a les eleccions generals espanyoles de 2008. En febrer de 2010, va tenir un accident de cotxe a Madrid mentre conduïa amb una taxa d'alcohol superior a la permesa, per la qual raó va ser imputat per un delicte contra la seguretat viària. Uriarte, fins aleshores vocal de la Comissió de Seguretat Viària del Congrés dels Diputats, va reconèixer els fets i va dimitir del seu càrrec dins de la Comissió, encara que no va lliurar la seva acta de diputat. Fou jutjat pel Tribunal Suprem d'Espanya, qui el va condemnar el gener de 2011 a una multa de 2.400 euros i a vuit mesos de retirada del permís de conduir.
Malgrat aquest fet tornà a ser candidat per València a les eleccions generals espanyoles de 2011 i fou novament elegit diputat. De 2011 a 2015 ha estat portaveu adjunt de la Comissió de Cooperació Internacional per al Desenvolupament. En gener de 2015 va renunciar al seu escó per incorporar-se a la Secretaria General Iberoamericana del Ministeri d'Afers Exteriors d'Espanya.